# ロンドン教区

ロンドン教区の紋章

ロンドン教区の旗

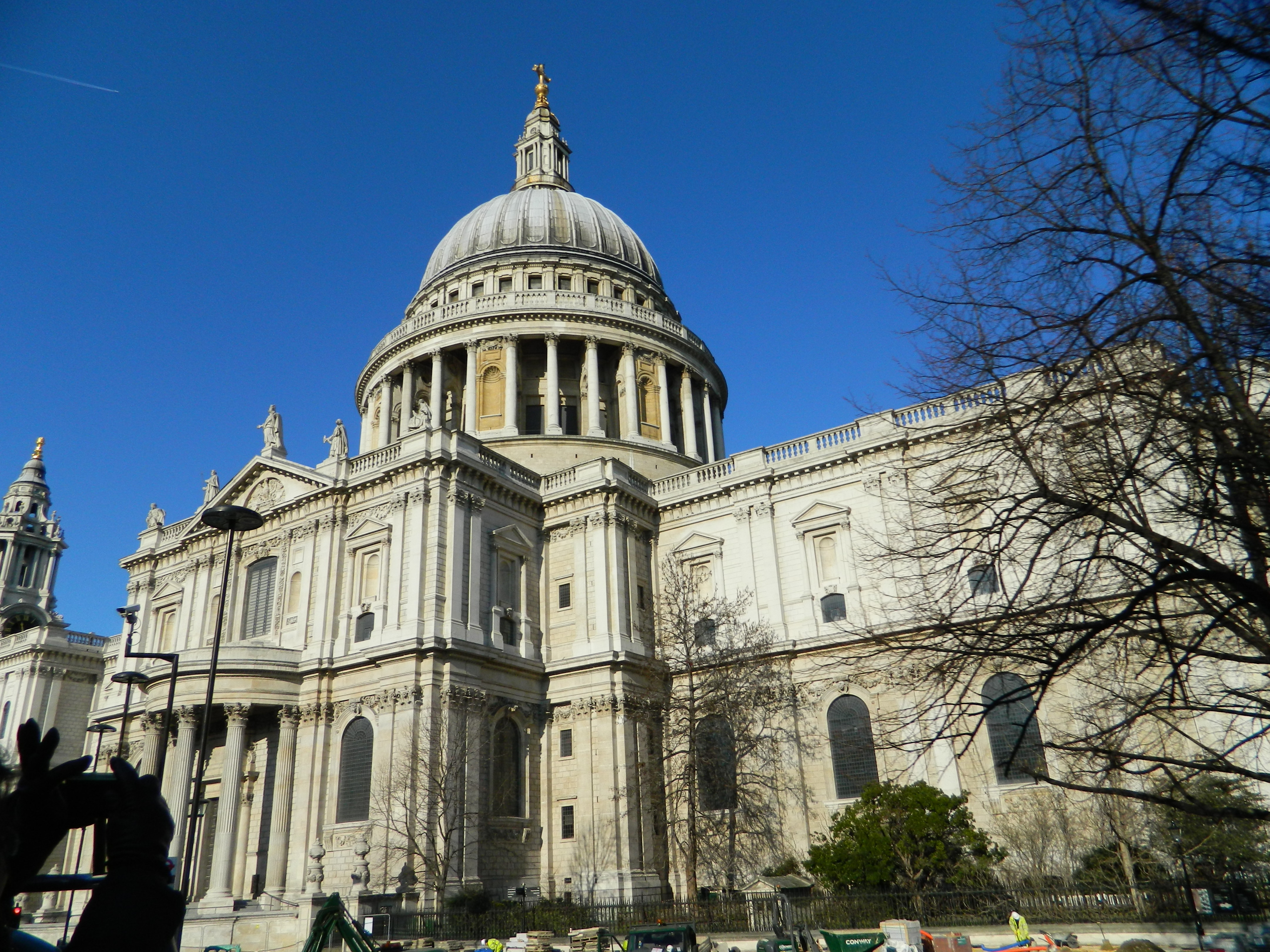
セント・ポール大聖堂（南側）

ロンドン教区 (ロンドンきょうく、英語: Diocese of London)は、イングランド教会カンタベリー管区の教区のひとつで、イギリスの首都ロンドンの伝統的部分になり、テムズ川のすぐ北側になる。
何世紀もの間、この教区は広大な地域をカバーし、北と西でノリッジ教区とリンカン教区に隣接していた。しかし現在は、460平方キロメートルと17のロンドン自治区をカバーし、テムズ川の北とリー川の西のグレーター・ロンドンの大部分になっている。この地域は、以前のミドルセックス郡のほぼすべてである。主教座聖堂のセント・ポール大聖堂（北緯51度30分50秒 西経0度05分55秒 / 北緯51.5138度 西経0.0986度座標: 北緯51度30分50秒 西経0度05分55秒 / 北緯51.5138度 西経0.0986度）があるシティ・オブ・ロンドンと、現在のサリー州にあるスペルソーンも含んでいる。
多少古い調査だが、「イングランドとウェールズの教会歳入を調査するために陛下によって任命されたコミッショナーの報告 (1835 年) は、ロンドン教会の年間純収入が 13,929 ポンドである。としているので、これによりカンタベリー教区とダラム教区に次いでイングランドで 3 番目に裕福な教区であった。
ロンドン教区の主教はロンドン主教（現在はサラ・マラリー Sarah Mullally 主教）であるが、大所帯なので、1979年以来５つの監督エリア（episcopal ares）に分けて、各エリアにサフラガン主教も置いている。

## 組織
5つの監督エリアと各エリアの大執事区（archdeanery）は上記英語リンク先の通り。

## 参照項目
- カンタベリー管区
- イングランド教会の教会組織